# X-Kid
«X-Kid» es la quinta canción del álbum ¡Tré! de la banda de punk rock Green Day. Grabada en 2012, fue lanzada como primer sencillo del disco el 12 de febrero de 2013, solo para su radiodifusión. Fue escrita por el vocalista y guitarrista principal de la banda, Billie Joe Armstrong y producida Rob Cavallo.

## Antecedentes y lanzamiento
Se han publicado dos adelantos para ¡Tré! en el canal oficial de Youtube de la banda. En el segundo aparece un extracto de «X-Kid», junto con otros de «Dirty Rotten Bastards» y «99 Revolutions» e imágenes de la banda tocando en conciertos.
El 19 de diciembre de 2012 fue subido el vídeo oficial de la canción, que muestra únicamente un casete girando mientras la canción suena. Aunque la banda esta realizando un concurso en el que los seguidores envían sus videos a la banda y el mejor será elegido para lanzarlo oficialmente.[cita requerida]
«X-Kid» fue lanzado como sencillo el 12 de febrero de 2013, únicamente para su radiodifusión.

## Composición
Es una canción de punk rock y rock alternativo[cita requerida] que posee una duración de aproximadamente tres minutos y medio y presenta elementos de anteriores discos de la banda como American Idiot y 21st Century Breakdown, sin embargo teniendo una similitud con Nimrod y Warning.[cita requerida] Además algunos críticos la describen como un híbrido entre «Who Wrote Holden Caulfield?» y «One Of My Lies», del disco Kerplunk!.[cita requerida]

## Significado de la canción
La canción tiene relación con el suicidio de un amigo cercano de Armstrong, con el que este creció en Rodeo, California.

## Recepción

### Crítica
La canción fue elogiada por la crítica.[cita requerida] En un análisis de Entertainment Weekly, se calificó a «X-Kid» como una de las mejores canciones del disco, junto a «Brutal Love» y «Missing You». El portal TodoPunk dijo que es uno de los bloques principales del disco y que es «un precioso medio tiempo que recupera la esencia de “Warning”».

### Comercial
En la semana de su lanzamiento entró en el puesto 40 en la lista de rock alternativo de Canadá. Posteriormente alcanzó el Top 20 con una posición máxima de 18. En Estados Unidos llegó al puesto 23 en el Mainstream Rock Tracks.[cita requerida]